# Чемпионат Азербайджана по борьбе 2014
Чемпионат Азербайджана по борьбе 2014 года проходил в Баку с 13 по 15 декабря. Соревнования среди мужчин проходили по вольной и греко-римской борьбе в спортивно-олимпийском центре «Серхедчи». Всего разыгрывалось 16 комплектов медалей. На турнире принимало участие 317 борцов вольного и греко-римского стилей.

## Медалисты

### Вольная борьба
| Категория | Золото                | Серебро             | Бронза                               |
| --------- | --------------------- | ------------------- | ------------------------------------ |
| до 57 кг  | Яшар Алиев            | Мирджалал Гасанзаде | Этибар Гаджиев Махмуд Магомедов      |
| до 61 кг  | Джалал Сулейманов     | Рухлан Мамедов      | Ахмеднаби Гварзатилов Галиб Алиев    |
| до 65 кг  | Магомед Муслимов      | Агагусейн Мустафаев | Джошгун Азимов Гитинамагомед Гаджиев |
| до 70 кг  | Руслан Дибиргаджиев   | Мурад Сулейманов    | Гаджимурад Омаров Камран Юнусов      |
| до 74 кг  | Джабраил Гасанов      | Ашраф Алиев         | Мирджафар Муртузлу Кянан Алиев       |
| до 86 кг  | Александр Гостиев     | Магомедгаджи Хатиев | Ибрагим Юсифов Гамзат Османов        |
| до 97 кг  | Хетаг Гозюмов         | Нурмагомед Гаджиев  | Эльджан Усубов Роман Бекиров         |
| до 125 кг | Джамаладдин Магомедов | Саид Гамидов        | Оян Назариани Али Магомедабиров      |

### Греко-римская борьба
| Категория | Золото              | Серебро         | Бронза                             |
| --------- | ------------------- | --------------- | ---------------------------------- |
| до 59 кг  | Эльман Мухтаров     | Мурад Мамедов   | Орхан Эйвазов Орхан Ахмедов        |
| до 66 кг  | Гасан Алиев         | Рухин Микаилов  | Камран Мамедов Азад Алиев          |
| до 71 кг  | Рустам Алиев        | Джейхун Алиев   | Илькин Аскеров Расул Чунаев        |
| до 75 кг  | Ниямеддин Ибрагимов | Самран Насибов  | Шамистан Гулузаде Амрах Мазанов    |
| до 80 кг  | Эльвин Мурсалиев    | Рафик Гусейнов  | Фуад Алиев Магомедали Магомедалиев |
| до 85 кг  | Ислам Аббасов       | Шахрияр Мамедов | Турал Дашдемиров Солтан Исмаилов   |
| до 98 кг  | Турмен Эйюбов       | Замир Магомедов | Али Гасанов Руфат Гусейнов         |
| до 130 кг | Сабах Шариати       | Валера Родригес | Рза Абдуллазаде Гоша Давитадзе     |